# Regolatore di acidità
I regolati dell'acidità o agenti per il controllo del pH, sono additivi alimentari aggiunti, che controllano il pH (acidità/basicità).
Gli additivi possono essere:
- Acidi organici,
- Acidi minerali,
- Acidi alimentari,
- Agenti neutralizzanti,
- Neutralizzanti

I regolatori d'acidità vengono indicati con la lettera E (es. E260, acido acetico), oppure vengono chiamati acidi alimentari.
I regolatori d'acidità più usati sono l'acido acetico, l'acido citrico e l'acido lattico.